# Гроф, Эдён
Эдён Гроф (венг. Gróf Ödön; 15 апреля 1915 — 16 января 1997) — венгерский пловец, призёр Олимпийских игр и чемпион Европы.
Эдён Гроф родился в 1915 году в Нетиче (сейчас — на территории Вировитицко-Подравской жупании в Хорватии). С 1930 года начал выступать за Печский спортивный клуб. В 1934 году завоевал золотую медаль чемпионата Европы, в 1936 году на Олимпийских играх в Берлине стал обладателем бронзовой медали.
После Второй мировой войны работал тренером, воспитал ряд чемпионов. После событий 1956 года эмигрировал в США.